# 岩槻藩
岩槻藩（日语：／ Iwatsuki han */?）是位於日本武藏國埼玉郡（今埼玉縣埼玉市岩槻區），藩廳是岩槻城。

## 歷史
自小田原征伐後，岩槻城成為德川家康管治的範圍，由高力清長入藩。後來經過了青山氏、阿部氏、板倉氏、戶田氏、松平氏（藤井）、小笠原氏、永井氏、最後是大岡氏。1871年因廢藩置縣而廢藩。

## 歷代藩主

### 高力家
譜代2万石。
1. 高力清長（1590年-1600年）
2. 高力正長
3. 高力忠房（1600年-1619年）

### 青山家
譜代5万5000石。
1. 青山忠俊（1619年-1623年）

### 阿部家
譜代5万5000石→4万6000石→5万9000石→9万9000石→11万5000石→9万9000石。
1. 阿部正次（1623年-1638年）
2. 阿部重次（1638年-1651年）
3. 阿部定高（1651年-1659年）
4. 阿部正春（1659年-1671年）
5. 阿部正邦（1671年-1681年）

### 板倉家
譜代6万石。
1. 板倉重種（1681年-1682年）

### 戶田家
譜代5万1000石。
1. 戶田忠昌（1682年-1686年）

### 松平家（藤井）
譜代4万8000石。
1. 松平忠周（1686年-1697年）

### 小笠原家
譜代5万石。
1. 小笠原長重（1697年-1710年）
2. 小笠原長熙（1710年-1711年）

### 永井家
譜代3万3000石。
1. 永井直敬（1711年）
2. 永井尚平（1711年-1714年）
3. 永井直陳（1714年-1756年）

### 大岡家
譜代2万石→2万3000石。
1. 大岡忠光（1756年-1760年）
2. 大岡忠喜（1760年-1782年）
3. 大岡忠要（1782年-1786年）
4. 大岡忠烈（1786年-1797年）
5. 大岡忠正（1797年-1816年）
6. 大岡忠固（1816年-1852年）
7. 大岡忠恕（1852年-1866年）
8. 大岡忠貫（1866年-1871年）